# De amicorum multitudine
Il De amicorum multitudine (in greco antico: Περὶ πολυφιλίας?) è un'opera di argomento morale di Plutarco, catalogata all'interno dei Moralia.

## Struttura
Il breve saggio di Plutarco sulla convenienza di avere molti amici riflette la sua personale esperienza di una rete notevole di rapporti anche stretti.
Plutarco espone la tesi di Aristotele "εἶναι φίλον… οὐκ ἔστι πρὸς πολλούς" e la sua vasta conoscenza della letteratura e della filosofia rende unica la sua interpretazione dell'argomento. 
Plutarco affronta, con originalità, il tema dal punto di vista della morale pratica e probabilmente legandolo alla politica; Plutarco pone un'enfasi speciale sulla somiglianza tra fratellanza e amicizia e la conclusione è che, comunque, è difficile avere completamente buoni amici se le conoscenze sono molte, perché spesso dominano invidia e gelosia, sentimenti affini, normalmente generati dalla medesima premessa, cioè l’incapacità di accettare e ammirare le manifestazioni dell’ἀρετή altrui. 

## Edizioni italiane
- Plutarco, Tutti i Moralia, a cura di Emanuele Lelli e G. Pisani, Collana Il pensiero occidentale, Milano, Bompiani, 2017, ISBN 978-88-4529-281-1.